# École nationale supérieure des arts décoratifs
A  École nationale supérieure des arts décoratifs, ENSAD  (em português, 'Escola Nacional de Artes Decorativas') é uma universidade em Paris. A escola é especializada em arte e design e foi fundada nos séculos XVIII e XIX.
A Escola é membro da Universidade PSL. Neste contexto participa no curso de doutoramento SACRe (Ciências, Artes, Criação, Investigação) cuja ambição é reunir artistas, criadores e cientistas.

## Graduados famosos
- Pierre Huyghe, um artista francês que trabalha em uma variedade de mídias, de filmes e esculturas a intervenções públicas e sistemas vivos
- Claude Closky, artista francês, vencedor do prêmio Marcel-Duchamp em 2005[3]
- René Lalique, um mestre vidreiro, vitralista, ourives e joalheiro francês
- Thierry Mugler, um estilista francês de moda e criador de vários perfumes
- Marianne Peretti, uma artista plástica franco-brasileira